# Pseudophycita deformella
Pseudophycita deformella är en fjärilsart som beskrevs av Heinrich Benno Möschler 1866. Pseudophycita deformella ingår i släktet Pseudophycita och familjen mott. Inga underarter finns listade i Catalogue of Life.